# Arnfels
Arnfels (Slovene: Arnež) là một đô thị thuộc huyện Leibnitz trong bang Steiermark, nước Áo. Đô thị Arnfels có diện tích 4,21 km², dân số cuối năm 2005 là 317 người.